# Michael Wilkinson (costumista)
Michael Wilkinson (Sydney, 1º ottobre 1970) è un costumista australiano.
Noto per il suo lavoro con Zack Snyder e il DCEU. Wilkinson è stato candidato per un Oscar ai migliori costumi per il film del 2013 American Hustle.

## Filmografia
- True Love and Chaos, regia di Stavros Efthymiou (1997)
- Terza generazione (Looking for Alibrandi), regia di Kate Woods (2000)
- When Strangers Appear, regia di Scott Reynolds (2001)
- Party Monster, regia di Fenton Bailey e Randy Barbato (2003)
- American Spendlor, regia di Shari Springer Berman e Robert Pulcini (2003)
- La mia vita a Garden State (Garden State), regia di Zach Braff (2004)
- Imaginary Heroes, regia di Dan Harris (2004)
- Dark Water, regia di Walter Salles (2005)
- Sky High - Scuola di superpoteri (Sky High), regia di Mike Mitchell (2005)
- Friends with Money, regia di Nicole Holofcener (2006)
- Babel, regia di Alejandro González Iñárritu (2006)
- 300, regia di Zack Snyder (2007)
- Il diario di una tata (The Nanny Diaries), regia di Shari Springer Berman e Robert Pulcini (2007)
- Rendition - Detenzione illegale (Rendition), regia di Gavin Hood (2007)
- Watchmen, regia di Zack Snyder (2009)
- Terminator Salvation, regia di McG (2009)
- Jonah Hex, regia di Jimmy Hayward (2010)
- Tron: Legacy, regia di Joseph Kosinski (2010)
- Sucker Punch, regia di Zack Snyder (2011)
- The Twilight Saga: Breaking Dawn - Parte 1 (The Twilight Saga: Breaking Dawn - Part 1), regia di Bill Condon (2011)
- The Twilight Saga: Breaking Dawn - Parte 2 (The Twilight Saga: Breaking Dawn - Part 2), regia di Bill Condon (2012)
- L'uomo d'acciaio (Man of Steel), regia di Zack Snyder (2013)
- American Hustle - L'apparenza inganna (American Hustle), regia di David O. Russell (2013)
- Noah, regia di Darren Aronofsky (2014)
- Joy, regia di David O. Russell (2015)
- Batman v Superman: Dawn of Justice, regia di Zack Snyder (2016)
- Edison - L'uomo che illuminò il mondo (The Current War), regia di Alfonso Gomez-Rejon (2017)
- Justice League, regia di Zack Snyder (2017)
- Aladdin, regia di Guy Ritchie (2019)
- Zack Snyder's Justice League, regia di Zack Snyder (2021)